# منصور الأول
أبو صالح منصور (توفي في 13 يونيو 976)، والمعروف باسم منصور الأول (منصور) كان أمير السامانيين من 961 إلى 976. ابن نوح الأول (943-954)، تميز عهده بضعف الحكم والمشاكل المالية الدائمة. كان منصور على وجه الخصوص أول حاكم ساماني يستخدم لقب ملك الملوك (شاهنشاه)، على الأرجح كرد على منافسه، الحاكم البويدي ركن الدولة، الذي استخدم اللقب بالمثل. 

## الارتقاء إلى السلطة
منذ عهد نوح الأول (943-954)، بدأت تظهر العديد من الصعوبات في عالم السامانيين، وهي القصور المالي، وعدم الرضا في الجيش، وظهور الممالك المجاورة القوية مثل البويهيين. الصراع الداخلي، ونقص الوزراء الأكفاء والسلطة المتزايدة للجنود العبيد الأتراك (الغلمان) أضعفت أيضًا مملكة السامانيين.  تسببت وفاة شقيق منصور، عبد الملك الأول في نهاية عام 961، في أزمة الخلافة. انقسم الغلمان ، الذين كانوا يسيطرون فعليًا على الحكومة، حول من سيخلف عبد الملك. وأيد ألبتكين زعيم الغلمان وحاكم خراسان نجل عبد الملك، بينما ضغط فائق الخصا الذي كان يعرف منصور منذ طفولته من أجل تتويج الأخير. وانتصر منصور وفائق في النهاية. هرب ألبتكين إلى غزنة، التي أصبحت منطقة منفصلة حيث تشكلت في النهاية السلالة الغزنوية.   كانت المملكة السامانية في حالة يرثى لها بعد وفاة عبد الملك، وفقًا لنرشخي. «لما دفنوه، اشتد هياج الجيش وتمرد، وأطمع الجميع بالمملكة، ورفعت المتاعب رؤوسهم».  وبغض النظر عن ذلك، يقول المؤرخ الحديث كليفورد إدموند بوسورث أن «عهد منصور يمكن اعتباره آخر عهد تماسك فيه نسيج الإمبراطورية، بحيث أثار ازدهارها تعليقًا إيجابيًا من الغرباء.» 

## فتره حكم
من أجل تتبع وقتل المتمرد ألبتيجين، عين منصور الأول أبو منصور محمد واليًا لخراسان، الذي أرسله ضد ألبتيجين. إلا أن أبو منصور لم ينجح في قتل البتيجين الذي فر إلى بلخ. أبو منصور، الذي كان يخشى غضب سيده، سرعان ما غير ولاءه للحاكم البويدي ركن الدولة. وسرعان ما عين منصور أبو الحسن محمد سمجوري محافظًا جديدًا لخراسان، وأرسله للتعامل مع أبو منصور المتمرد، وهو ما تمكن من تحقيقه. 

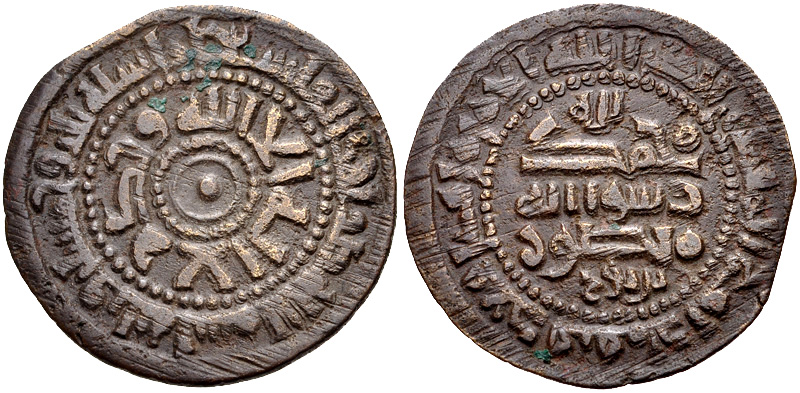
فلس (عملة نحاسية) مسكوكة بأسماء منصور الأول بن نوح والمعطي. (22 مم ، 2.12 جم ، 4 ساعات). نقلاً عن الخليفة العباسي المعطي بصفته القائد الأعلى. ضُرب في بخارى بتاريخ 353 هـ / 964/5 م في بخارى 353 (م 964). القطر 22 mm ، الوزن 2.1 g.

بعد تحقيق الاستقرار في خراسان، سرعان ما ذهب أبو الحسن محمد سيمجوري إلى الحرب مع البويهيين، الذين طردوا في ذلك العام أتباع السامانيين الزيارين من طبرستان وجورجان على الشواطئ الجنوبية لبحر قزوين. أدى موت فوشمغير، الأمير الزياردي، بعد سنوات قليلة إلى إنهاء الأعمال العدائية، وقد أشاد بويد عدود الدولة بالسامانيين.  هذا التكريم لم يدم طويلاً، وظل منصور يواجه صعوبات في جمع الأموال. سيستمر Buyids في التحرك ضد موقف الدولة السامانية؛ عضد الدولة الحمداني-انتزع كرمان من بنو إلياس، خدم السامانية الاسمية، وفعليا اقتلعت عبوس، نجل فوشمغير والمرشح لخلافته السامانية، من طبرستان وغورغان.
في عام 969، وصل الصفاري أبو أحمد خلف إلى البلاط الساماني، وطلب المساعدة ضد أخيه أبو الحسين طاهر. تم تقديم المساعدة العسكرية، على الرغم من أن وفاة طاهر عام 970 أثبتت أنها أكثر فاعلية من مساعدة السامانيين. واصل حسين ابن طاهر الكفاح في النهاية وحصل على دعم السامانيين. توقفت الجزية التي أرسلها خلف فيما بعد. في عام 975، عين منصور أبو عبد الله أحمد الجيهاني، حفيد أبو عبد الله الجيهاني، وزيراً، لكنه أثبت أنه غير قادر على وقف الانحدار الساماني.  توفي منصور في العام التالي وخلفه ابنه نوح الثاني.